# Chovanie Amatkarijo
Chovanie Amatkarijo (Den Haag, 20 mei 1999) is een Nederlands voetballer die als linksbuiten speelt.

## Carrière
Amatkarijo doorliep de jeugdopleiding van ADO Den Haag. Hij maakte 29 januari 2017 zijn debuut in het eerste elftal, in een met 3-0 verloren wedstrijd uit tegen Ajax. Hij kwam in de 87e minuut in het veld voor Sheraldo Becker. ADO Den Haag verhuurde Amatkarijo gedurende het seizoen 2017/18 aan RKC Waalwijk. Hij debuteerde voor RKC Waalwijk op 2 september 2017, in de met 0-0 gelijkgespeelde thuiswedstrijd tegen De Graafschap. In april 2018 beëindigde hij zijn huurperiode bij RKC om op proef te gaan bij het Italiaanse FC Bari 1908. Hij kreeg geen contract en keerde terug bij ADO Den Haag, waar hij in het tweede elftal speelde. In september 2019 vertrok hij naar TOP Oss, waar hij een amateurcontract tekende. In oktober werd zijn amateurcontract ontbonden. In januari 2020 sloot hij aan bij SVV Scheveningen. In januari 2021 ging hij naar het Zweedse IF Karlstad Fotboll dat uitkomt in de Ettan. Daar scoorde hij 14 doelpunten in 28 wedstrijden. Begin februari 2022 werd hij gecontracteerd door het Griekse AO Kavala dat uitkomt in de Super League 2. Een maand later ging hij echter voor het Zweedse Östersunds FK in de Superettan spelen.

## Clubstatistieken
| Seizoen                       | Club           | Competitie     | Competitie | Competitie | Beker | Beker | Totaal | Totaal |
| Seizoen                       | Club           | Competitie     | Wed.       | Dlp.       | Wed.  | Dlp.  | Wed.   | Dlp.   |
| ----------------------------- | -------------- | -------------- | ---------- | ---------- | ----- | ----- | ------ | ------ |
| 2016/17                       | ADO Den Haag   | Eredivisie     | 1          | 0          | 0     | 0     | 1      | 0      |
| 2017/18                       | → RKC Waalwijk | Eerste divisie | 27         | 0          | 3     | 0     | 30     | 0      |
| 2018/19                       | ADO Den Haag   | Eredivisie     | 0          | 0          | 0     | 0     | 0      | 0      |
| 2019/20                       | TOP Oss        | Eerste divisie | 0          | 0          | 0     | 0     | 0      | 0      |
| Carrièretotaal                | Carrièretotaal | Carrièretotaal | 28         | 0          | 3     | 0     | 31     | 0      |
| Bijgewerkt op 18 oktober 2019 |                |                |            |            |       |       |        |        |